# Тереса Сабель
Тереса Сабель (англ. Theresa Zabell, 22 травня 1965) — британська яхтсменка.
Олімпійська чемпіонка 1992 (470), 1996 (470) років.